# Passiflora anfracta
Passiflora anfracta е вид растение от семейство Страстоцветни (Passifloraceae). Видът е застрашен от изчезване.

## Разпространение
Разпространен е в Еквадор.